# Bocagia
Genre
Synonymes
- Tchagra Lesson, 1830[2]

Bocagia est un genre monotypique de passereaux de la famille des Malaconotidae. Il comprend une seule espèce de tchagras.

## Répartition
Ce genre se trouve à l'état naturel an Afrique de l'Ouest, centrale et de l'Est.

## Liste alphabétique des espèces
Selon la classification de référence du Congrès ornithologique international (version 8.2, 2018) :
- Bocagia minuta (Hartlaub, 1858) — Petit Tchagra à tête noire, Petit Téléphone, Tchagra d'Anchieta, Tchagra des marais
  - Bocagia minuta anchietae (Barboza du Bocage, 1869)
  - Bocagia minuta minuta (Hartlaub, 1858)
  - Bocagia minuta reichenowi (Neumann, 1900)